# テングツルタケ
テングツルタケ（天狗鶴茸、学名: Amanita ceciliae）は、ハラタケ目テングタケ科テングタケ属の中型のキノコ（菌類）である。

## 特徴

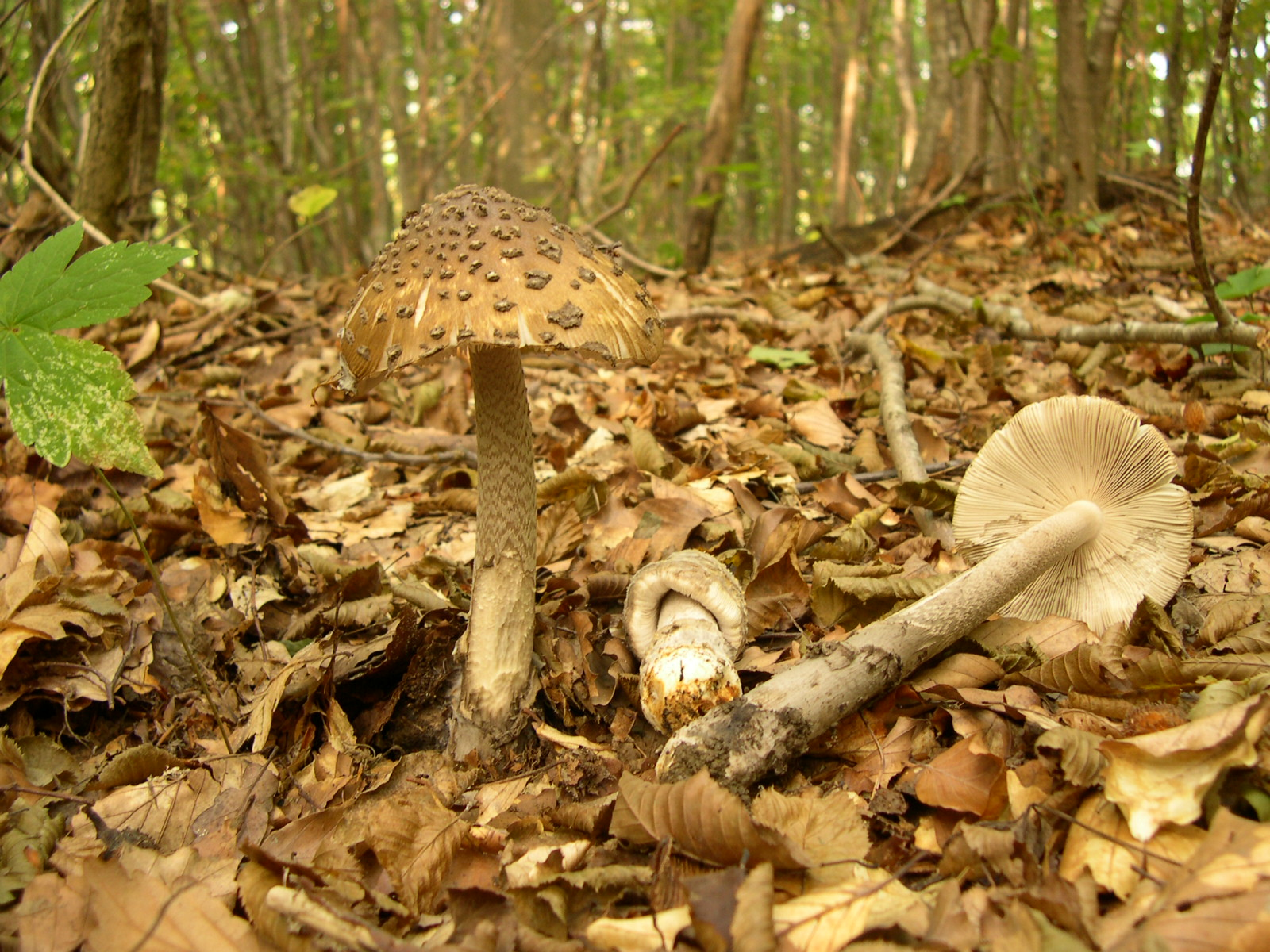
テングツルタケ

夏から秋に、クヌギ、コナラ、シイなどの樹下に発生する。傘は、黄褐色から暗褐色で周辺部は、淡色、やや粘性があり、褐色のいぼがあり、明瞭な条線がある。ひだは、白色で、粉状の物質が付いていることがある。柄は、灰色で綿クズ状の鱗片で密に覆われ、ツバはない。柄の基部には灰黒褐色で崩れやすい綿質のツボが不完全な輪状になって残る。分類学上はツルタケの仲間であるが、ツボが明瞭ではなく、はっきりしない状態で残るのが特徴である。

## 学名
Amanita inaurataとAmanita ceciliaeと呼ばれているが、傘の大きさの違いで、同種の可能性がある。

## 食毒性
毒キノコが多いテングタケ科の中で本種はツルタケに近い仲間で可食であるが、食感はボソボソしており食用価値は低い。しかし近縁のカバイロツルタケに似たよいダシが出るという。しかし、毒キノコとして紹介する文献もあり、毒成分は不明としながらも、下痢などの胃腸系の食中毒を起こすといわれている。
詳しい文献が少ない事や類似種に毒キノコが多い上、外観が地味で食欲をそそらないこともあり通常はキノコ狩りの対象にならない。